# Lithophane laceyi
Lithophane laceyi är en fjärilsart som beskrevs av Barnes och Mcdunnough 1913. Lithophane laceyi ingår i släktet Lithophane och familjen nattflyn. Inga underarter finns listade i Catalogue of Life.